# Cultripalpa partita
Cultripalpa partita är en fjärilsart som beskrevs av Achille Guenée 1852. Cultripalpa partita ingår i släktet Cultripalpa och familjen nattflyn. Inga underarter finns listade i Catalogue of Life.